# Six Brown Brothers
A Six Brown Brothers (korábban Five Brown Brothers) egy hat testvérből álló kanadai vaudeville szaxofon-szextett volt. A szaxofonnak az észak-amerikai populáris zenében való bevezetésének élvonalában voltak.

## Pályakép
A Brown család az Ontario állambeli Lindsayben élt az 1890-es években. 1903-tól kezdődően a 2-4 Brown részvételével kezdődtek fellépéseik. 1908-ban megalakult a Five Brown Brothers, a szaxofonos Tom (együttesvezető és a „fekete arcú”, Fred altszaxofonon, Alec baritonon, Vern basszusgitár, és Billy tenorszaxofon. A  Brothers a  a Columbia and United States Phonograph Companies számára készített felvételeket 1911-ben, majd ugyanebben az évben egy szextettre bővült egy második baritonszaxofonnal. A vaudeville-siker két évig volt az első  helyezett felváltva Primrose-val és a Dockstader's Minstrels-szel (1912-14).
A William testvérek különböző időpontokban szerepeltek, de valószínűleg soha nem egyszerre. 1914-ben Six Brown Brothers angliai és skóciai turnéra ment.
Elkezdődött egy évtized, amelyben a Six Brown Brothers a Broadway-műsorok egyik fő attrakciója volt, kezdve Chin Chin musicallek (1914-17). Tom kivételével mindenki cirkuszi bohóc jelmezt viselt. A későbbi előadások a Jack o' Lantern (1917-20), Florenz Ziegfeld Midnight Frolic (1918-19), Tip Top (1920-23) és The Bunch and Judy (1923) voltak.
1912 és 1921 között az együttest általában Tom, Fred, William, Alec, Vern és a lengyel származású amerikai Harry Fink (1889-1951) alkotta. Az együttes 1914 és 1920 között számos felvételt készített a Victor Records és az Emerson Records számára, köztük olyan szerzeményeket, mint Tom Brown „Chicken Walk”, „That Moaning Saxophone Rag”, a „Bull Frog Blues” (Guy Shrigley-vel), és Shelton Brooks „Darktown Strutters' Ball”-ja és a „Walkin' the Dog”. Egy rövid 1927-es Vitaphone filmben is feltűntek, amelynek hanglemeze megmaradt, bár a film elveszett.
Fred Brown szólistaként 1916-ban a Columbia, Tom pedig a His Merry Minstrel Orchestra-val készített felvételeket 1925-26-ban. Az 1924-es „Black and White Revue” kudarca után (amelyben Tom Brown, felesége, Theresa Valerio és a testvérek is szerepeltek), visszatértek a kanadai, amerikai és ausztrál vaudeville-be.
1933-ban a Six Brown Brothers feloszlottak. Tom Brown Torontóban lakott 1939-44-ben, ahol szórványosan talált zenei munkát. Élete utolsó éveire visszatért Chicagóba.

## Tagok
- William Brown
- Tom Brown
- Alec Brown
- Percy Brown
- Fred Brown
- Vern Brown